# Jati Sarono
Jati Sarono is een bestuurslaag in het regentschap Kulon Progo van de provincie Jogjakarta, Indonesië. Jati Sarono telt 4853 inwoners (volkstelling 2010).